# Stadion Łakamatyu w Baranowiczach
Stadion Łakamatyu w Baranowiczach (białorus. Стадыён «Лакаматыў», Баранавічы) – stadion piłkarski w Baranowiczach na Białorusi. Swoje mecze rozgrywa na nim klub FK Baranowicze grający w III lidze białoruskiej w piłce nożnej. Może pomieścić 3749 widzów i ma nawierzchnię trawiastą.